# Samar Amer Ibrahim Hamza
Samar Amer Ibrahim Hamza – (Alejandría; 4 de abril de 1995) es una luchadora egipcia que compite en la disciplina de lucha libre olímpica. Ganó una medalla de oro en el Campeonato Africano de Lucha de 2016, en la categoría de 75 kg.

## Palmarés internacional
| Campeonato Africano | Campeonato Africano | Campeonato Africano | Campeonato Africano |
| Año                 | Lugar               | Medalla             | Categoría           |
| ------------------- | ------------------- | ------------------- | ------------------- |
| 2016                | Alejandría (Egipto) | Medalla de oro      | 75 kg               |